# Niclas Alexandersson
Jens Niclas Alexandersson, švedski nogometaš, * 29. december 1971, Halmstad, Švedska.